# Denis Thatcher
Sir Denis Thatcher (Lewisham, 10 mei 1915 – Londen, 26 juni 2003) was een Britse zakenman. Hij was echtgenoot van de voormalige Britse premier Margaret Thatcher.
Thatcher werd geboren als oudste kind van de in Nieuw-Zeeland geboren Britse zakenman Thomas Herbert (Jack) Thatcher en diens vrouw Lilian Kathleen-Bird. Hij is buiten de Britse koninklijke familie degene aan wie het recentst een erfelijke titel is toegekend. Na zijn overlijden in 2003 ging de titel over op zijn zoon Mark. 